# Wüstheuterode
Wüstheuterode là một đô thị thuộc huyện Eichsfeld nước Đức. Đô thị này có diện tích 4,93 km², dân số thời điểm 31 tháng 12 năm 2006 là 647 người.